# Inverbervie
Inverbervie, schottisch-gälisch Inbhir Biorbhaidh, lokal und historisch nach dem zugehörigen Parish auch Bervie genannt, ist eine Ortschaft in der schottischen Council Area Aberdeenshire. Sie liegt an der Nordseeküste an der Mündung des Bervie Water etwa 16 km nordöstlich von Montrose und etwa zwölf Kilometer südwestlich von Stonehaven. Im Jahre 2011 verzeichnete Inverbervie 2233 Einwohner.

## Geschichte
Im Jahre 1362 hob der schottische König David II. Inverbervie in den Status eines Royal Burgh. Grund hierfür war wahrscheinlich die Tatsache, dass der König bei seiner Rückkehr aus dem französischen Exil bei Inverbervie Schiffbruch erlitt und an dieser Stelle erstmals wieder schottischen Boden betrat. 1788 wurde in Inverbervie die erste Flachsmühle Schottlands errichtet und die Ortschaft entwickelte sich zu einem Zentrum der Textil- und Nahrungsmittelindustrie. Im Jahre 1969 wurde eine Statue zu Ehren des bekanntesten Sohns der Stadt, Hercules Linton, dem Erbauer des bekannten Teeklippers Cutty Sark, enthüllt.

## Verkehr
Die Fernstraße A92 (Perth–Stonehaven) verläuft durch Inverbervie und schließt die Ortschaft an das Straßennetz an. Wenige Kilometer westlich verläuft auch die von Edinburgh nach Fraserburgh führende A90. Die nächstgelegenen Bahnhöfe befinden sich in Laurencekirk und Stonehaven. Sie werden auf der Glasgow to Aberdeen Line und der Edinburgh to Aberdeen Line der First ScotRail bedient.

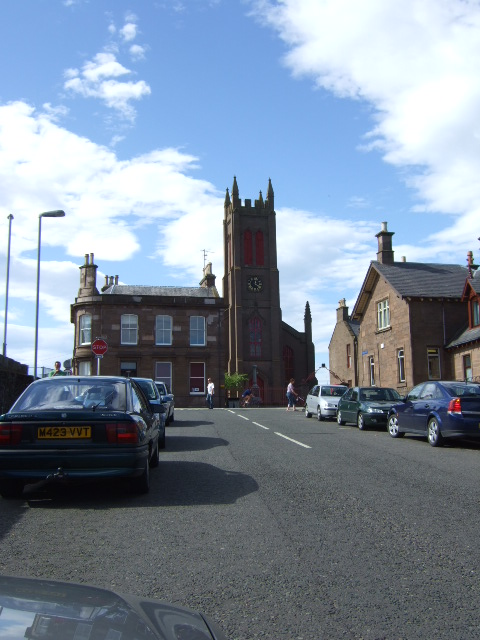
Kirche von Inverbervie
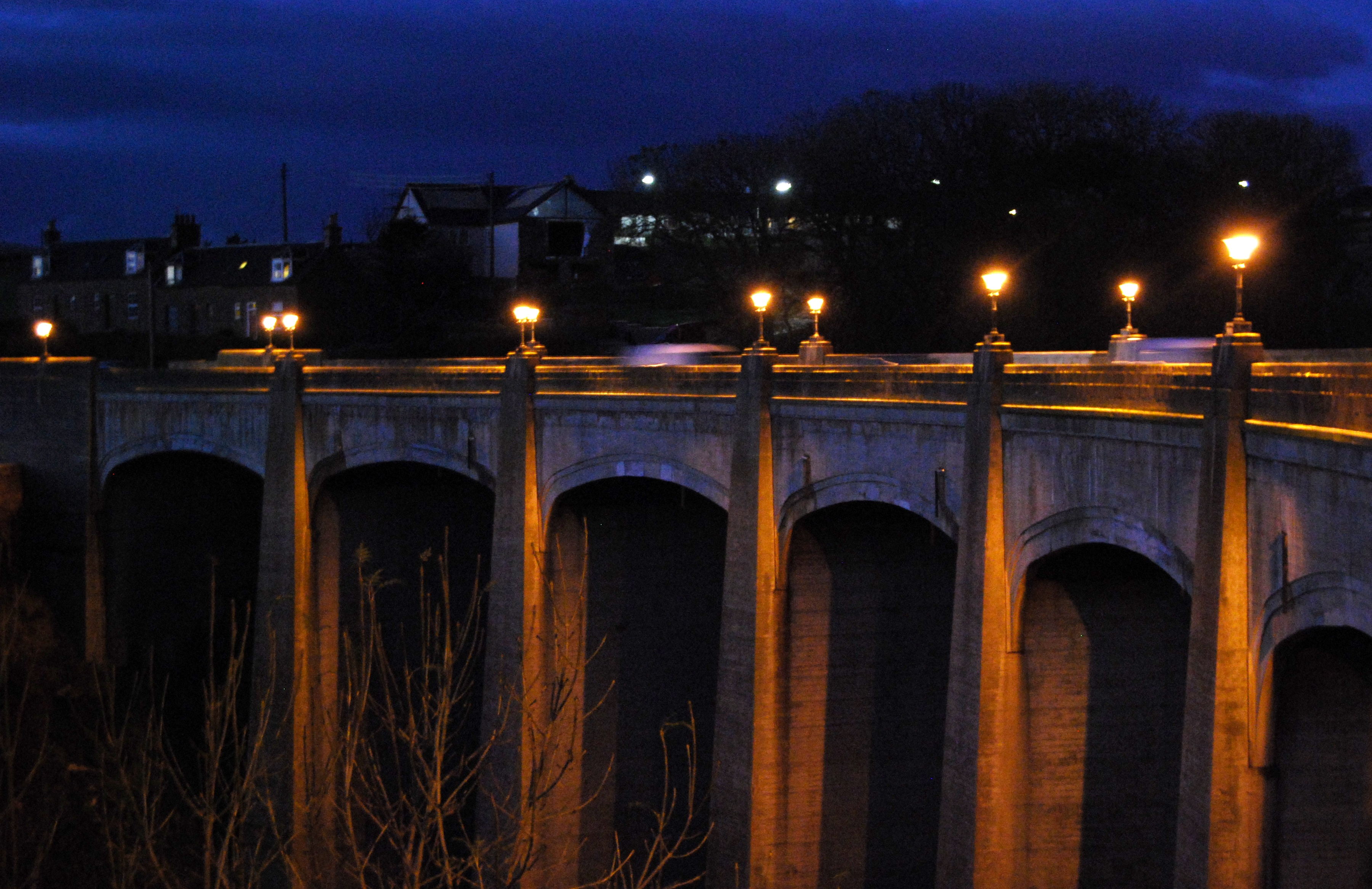
Brücke über das Bervie Water
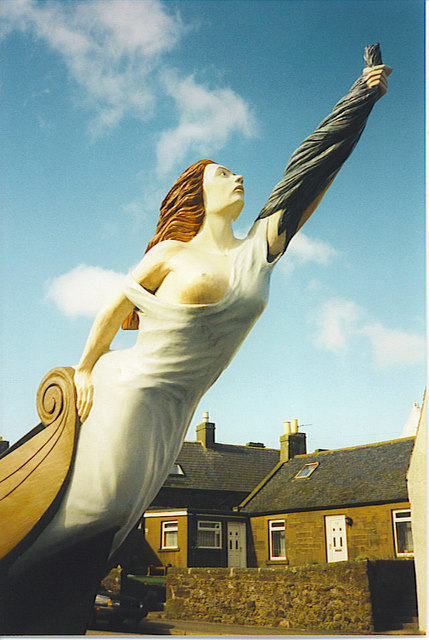
Cutty-Sark-Statue in Inverbervie